# Ford Versailles
La Ford Versailles è un'autovettura prodotta dal 1991 al 1996 dalla casa automobilistica statunitense Ford in Brasile per il mercato autoctono.

## Descrizione
Il nome Versailles era già stato utilizzato dalla filiale Ford in Francia su una berlina prodotta negli anni 50.
La Ford Versailles era costruita appositamente per il mercato brasiliano e veniva realizzata sulla base della Volkswagen Santana, quando all'epoca Ford e Volkswagen avevano stretto una joint venture in Sud America, nota come Autolatina. Ha rimpiazzato la Ford Del Rey nel 1991 ed era disponibile in versione berlina (con due o quattro porte) e come station wagon chiamata Ford Royale solo come tre porte. Nel 1995 e nel 1996, Ford vendette anche una versione a cinque porte della Royale. La vettura venne venduta anche con il nome di Ford Galaxy in Argentina, dove sostituì la Ford Sierra. Sia il Versailles fu sostituita dalla Ford Mondeo.